# Cyrtophoria
Classe
Les Cyrtophoria sont une classe de protistes de l'embranchement des Ciliés (Ciliophora).

## Liste des ordres
Selon GBIF (24 novembre 2022) :
- Chilodonellida
- Chlamydodontida Deroux, 1976
- Cyrtophorida
- Dysteriida Deroux, 1976

## Systématique
La classe des Cyrtophoria a été créée en 1956 par le biologiste français Emmanuel Fauré-Frémiet (1883–1971).